# Gary Chivers
Gary Chivers (Stockwell, 15 maggio 1960) è un ex calciatore inglese, di ruolo difensore.

## Carriera

### Club
Chivers cominciò la carriera nel 1978, con la maglia del Chelsea. Vi rimase fino al 1983, in quello che fu uno dei periodi più bui della storia del club. Si trasferì poi allo Swansea City e successivamente a QPR, Watford e Brighton. Passò poi ai norvegesi del Lyn Oslo, per cui debuttò nella Tippeligaen in data 5 settembre 1993, schierato titolare nella sconfitta per 6-3 sul campo del Molde. Tornò poi nel Regno Unito, per giocare nel Bournemouth: qui chiuse la sua carriera professionistica.